# Taiheiyō Belt

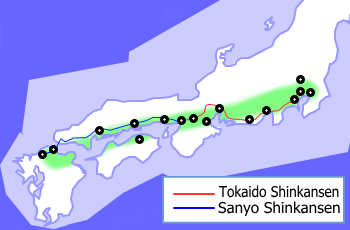
Die wichtigsten Städte des Taiheiyō Belt werden durch die Tōkaidō- und San’yō-Shinkansen verbunden.

Die Megalopolis Taiheiyō Belt (jap. 太平洋ベルト, Taiheiyō beruto, „Pazifikgürtel“) ist das 1200 km lange Städteband in Japan, das sich von Tokio auf der Insel Honshū bis Fukuoka auf der Insel Kyūshū erstreckt.
Während sich der östliche Teil der Megalopolis entlang des Pazifik erstreckt, folgt der westliche Teil der Seto-Inlandsee.
Hier leben zirka 82,9 Mio. Menschen, was bedeutet, dass zirka 65 Prozent der Einwohner Japans in dieser Megalopolis leben.